# Ventríloc (còmics)
El Ventriloquist és el nom de tres personatges de ficció, supervilans que apareixen en còmics i altres mitjans publicats per DC Comics. Totes les versions del Ventriloquist són enemics de Batman, pertanyent al col·lectiu d'adversaris que formen la galeria de villans de Batman .
Andrew Sellon interpreta un personatge anomenat Arthur Penn a la sèrie de televisió Gotham. A la cinquena temporada troba el ninot Scarface i es converteix en el Ventriloquist.

## Historial de publicacions

### Arnold Wesker
El Ventriloquist original, Arnold Wesker, va aparèixer per primera vegada a Detective Comics # 583 (febrer de 1988) i va ser creat per John Wagner, Alan Grant i Norm Breyfogle.
A Detective Comics # 827 (març de 2007), un nou Ventriloquist, Peyton Riley , va ser presentat per Paul Dini i Don Kramer.
Al setembre de 2011, The New 52 va reiniciar la continuïtat de DC. En aquesta nova línia de temps, es va introduir un nou Ventriloquist anomenat Shauna Belzer , aparegut per primera vegada a Batgirl # 20 (juliol de 2013), creat per Gail Simone i Fernando Pasarin.

## Biografia del caràcter fictici

### Arnold Wesker
Un home suau i tranquil anomenat Arnold Wesker (el primer Ventriloquist) planeja i executa els seus crims mitjançant un ninot anomenat Scarface, amb el vestit i la personalitat d’un gàngster semblant a un psicòpata (complet amb vestit de pinya, cigarreta i una metralladora Tommy). El seu nom prové del sobrenom d'Al Capone, després de qui es modelitza Scarface.
Nascut en una poderosa família de màfies, Wesker desenvolupa un trastorn d’identitat dissociatiu després de veure assassinar la seva mare per matons d’una família rival. Creixent, la seva única sortida és el ventril·loquisme.
Showcase '94 # 8-9 estableix una història d'origen alternatiu: després d'una baralla de barroom en la qual mata algú durant un alliberament violent de la seva ira repressa, Wesker és enviat al centre penitenciari de Blackgate. És introduït a "Woody" - un maniquí tallat a les restes de l'antiga forca de Blackgatepel seu company de cel·la Donnegan - que el convenç d'escapar i matar a Donnegan en una lluita que cicatritza el maniquí, provocant així el naixement de Scarface.
Wesker deixa que la personalitat de Scarface faci la feina bruta, inclosos robatoris i assassinats. Es troba totalment dominat per Scarface, que el manxa i li degrada amb maltractament verbal (i fins i tot físic). Wesker és incapaç d’enunciar la lletra "B" en les seves paraules mentre llança la veu i les substitueix per la lletra "G" (per exemple, Scarface sol anomenar Batman i Robin "Gatman" i "Rogin").
Al 1995 a la història d'Enigma història Riddler: The Riddle Factory, es revela que un gàngster anomenat "Scarface" Scarelli una vegada que havia estat actiu a la ciutat de Gotham, tot i que aparentment havia mort molt abans de l'era de Batman. Un aspecte sobrenatural a Scarface es va insinuar en la història d’origen alternatiu de Wesker a Showcase ’94 # 8-9, quan el company de cel·la de Wesker crea el primer maniquí Scarface a partir de trossos de fusta de les restes de la forca de la presó de Blackgate. 2001's Batman / Scarface: Un psicodrama força això i demostra que el maniquí és responsable indirectament de dos accidents mentre se separa de Wesker (amb almenys una fatalitat). El maniquí també va conservar el seu impediment de parla mentre era operat per un jove i va semblar que fins i tot va mostrar consciència del seu nom durant aquest període.
El Ventriloquist és un dels molts villans de la galeria de Batman que s'ha de limitar a l'Arkham Asylum quan Batman el captura. Una sèrie d'esdeveniments especialment memorables sobre ell va tenir lloc durant la història de Knightfall, després que Bane destruís Arkham i alliberés els seus interns. Incapaç de trobar Scarface, el Ventriloquist utilitza un ninot de mitjons al seu lloc per poc temps (anomenat adequadament Socko). Després d'un mal equipat amb un company fugit Amygdala, compra diversos titelles de mà que han de completar per a Scarface, inclòs un oficial de policia al qual es coneix com "cap O'Hara". Més tard, quan Wesker troba, efectivament, Scarface, Scarface i Socko es posen en desús fins a produir-se una parada, i els titelles es disparen els altres, deixant a Wesker inconscient i sagnant de les dues mans ferides.
Durant els fets de l’ arc de la història del Cataclysm, l’estrès causat pel terratrèmol aparentment va desencadenar l’alliberament d’una altra personalitat dins de Wesker en forma de ‘Quakemaster’, que va afirmar haver provocat el terratrèmol ell mateix a través d’un vídeo i va amenaçar de desencadenar-ne un altre tret. se li van pagar 100 milions de dòlars. Tanmateix, el sismòleg Quakemaster havia capturat per proporcionar-li informació de manera deliberada i li aporta dades científiques inexactes per proporcionar-los als detectius que la busquessin informació sobre la seva ubicació. Posteriorment, Robin dedueix la veritable identitat de "Quakemaster", degut als seus discursos sempre fent un gran esforç per evitar dir cap paraula amb la lletra "B".
En un dels números, aparentment Wesker és assassinat, i en un gir estrany, Scarface sembla que encara parla i actua viu abans de ser destruït. Sembla que aquesta mort s'ha connectat a " Un any després " (presumptament a causa dels esdeveniments del crossover Infinite Crisis). Wesker apareix com un dels membres de la Societat secreta de Super vilans que s’enfronta a Jade Canary, que posa Scarface a la part superior d’un terrat.
A Detective Comics # 818, un número posterior inclòs a la revista comercial Batman: Face the Face, Wesker és assassinat per un atacant no vist. Es va trepitjar el maniquí Scarface i el cap aixafat. El moribund Wesker utilitza la mà de Scarface per deixar una pista sobre el seu assassinat: un nom de carrer. Més endavant a la història, es revela que Tally Man, que actua com a autoritzador del Gran Tauró blanc, és el responsable de l'assassinat.
Durant el crossover Blackest Night , Wesker es troba entre els molts vilans morts que reben un Power ring (DC Comics)#Black anell de poder negre i es reanima en una Llanterna Negra . Amb el seu anell de poder, Wesker crea una construcció de Scarface feta d’energia negra. Se'l veu assassinant a molts agents de policia.
Al setembre de 2011, The New 52 va reiniciar la continuïtat de DC. En aquesta nova línia de temps, Arnold Wesker mai va ser assassinat. Apareix a Batman: The Dark Knight #2. Implicat d'estar en possessió de l'esteroide Venom, topa breument amb Nightwing.
Durant la Guerra dels acudits i les endevinalles, Wesker i Scarface són vistos com a part de la colla del Joker en la seva guerra de bandes contra la banda del Riddler.
A Harley Quinn: Rebirth, després d'encendre el Pingüí, Ventriloquist i Scarface s'uneixen amb els pocs Senyors del Crims restants de Nova York que van aconseguir escapar dels pingüins gegants del Pingüí i ajuden a Harley a combatre enrere. Després, es fa càrrec de la màfia de Coney Island.

### Peyton Riley
Un nou Ventriloquist femení, Peyton Riley, anomenat "Sugar" per Scarface, va sortir a les pàgines de Detective Comics. Batman va respondre a una trucada a un escàner de la policia. Els testimonis van dir que Catwoman havia estat disparat. Va arribar al cos, que hi havia una nota que deia "ninot". Un comptador va començar als quatre segons: va sortir quan el lloc esclatava. Quan va tornar al cotxe, hi va haver una ninot posant com a Robin. El va disparar amb un grapple i també va explotar.
Batman va exhumar el cos de la policia d’Arnold Wesker, però el taüt estava buit. Bruce va sortir disfressat de Lefty Knox per veure què deia el metro. D’aquí a una setmana, va sentir que el Ventriloquist feia un retorn al Iceberg Lounge. "Lefty" va assistir al gran espectacle, mentre les cortines es separaven, Wesker es va asseure amb Scarface al solc. Una bella rossa a qui Scarface anomena "Sugar" va assolar el cos mort, va agafar el ninot i va continuar endavant. Quan un membre de l'audiència la va interrogar, el va disparar. Scarface va dir a la sala que estava treballant en un pla per fer-se càrrec de la ciutat, però primer hauria de treure Batman de l'equació. Va cridar Batman, sabent que estaria al públic. Bruce va llançar la veu i va fer que semblés que un dels altres delinqüents es confessava. Un batarang va volar i va apagar els llums. Scarface va obrir foc. Batman es va enfonsar i va agafar la dona i el ninot. Els va separar i es va adonar que el ninot era una bomba. La dona va escapar. Batman va informar a Gordon del que havia passat.
Sugar és un soci més compatible que Wesker, ja que Scarface ja no substitueix "B" amb "G", i ella està molt més disposada a cometre delicte violent. Quan gairebé va ser capturat per Batman i Harley Quinn (que havien estat a prop de Wesker després d'intentar animar-la quan inicialment va ser enviada a Arkham mentre el Joker encara estava lliure), Sugar va dir a Scarface: "Salveu-vos". A diferència de Wesker, que està horroritzat per qualsevol dany a Scarface, Sugar presenta els seus maniquins per explotar, utilitzant això per cobrir les seves escapades. Té nombrosos maniquins idèntics al seu amagatall, un dels quals després es converteix en el Scarface "real".
Durant el Gotham Underground #2 (gener de 2008), l'Espantaocells han explicat a Sugar and Scarface, juntament amb Lock-Up, the Firefly, i Killer Moth, que el Pingüí treballa per al Suicide Squad. L'ataquen, però acaben trobant un equip de criminals que treballaven per al Pingüí. Mentre intenten escapar, els Espantaquers són portats a un punt mort. Tobias Whale dispara a Scarface, però deixa viure a Sugar, tot i que informa a un dels homes que l’acompanyen que s’ha de fer “ferit”.
A Detective Comics # 843 (abril de 2008), Scarface segresta un gàngster rival, Johnny Sabatino, i es pren com a ostatge a Bruce Wayne. Mentre està sol, Sugar s’allunya de Scarface i parla amb Bruce en allò que sembla ser la seva “veritable” personalitat. Ella revela que va estar compromesa amb l'amic de Wayne, Matthew Atkins, "fa anys". El seu veritable nom es revela que és Peyton Riley i expressa el seu dolor per als seus delictes abans que la persona Scarface reapareixi i interrompi la seva conversa.
En el número següent, Riley revela que el seu pare, un cap de la màfia irlandès anomenat Sean Riley, volia casar-la amb Sabatino, formant una aliança permanent entre les bandes irlandeses i italianes de Gotham. Sean Riley, per tant, assalta el nuvi de Peyton, deixant-lo en cures intensives. Posteriorment es converteix en alcohòlic, i Peyton es va veure obligat a casar-se amb Sabatino. Això no condueix a la confiança de bandes esperades, ja que Sabatino demostra ser un gàngster inepte. Amb ell i Peyton se'ls va portar a veure Scarface, ja que Sabatino l'ha enganyat a un acord d'armes. Tant Scarface com Wesker van quedar impressionats per la intel·ligència de Peyton i van donar a Sabatino una segona oportunitat, aconseguint el 30% dels seus beneficis.
A Detective Comics # 850 (novembre de 2008), ella i Tommy Elliot van vincular-se pel ressentiment mutu de les seves famílies i han promès que se n’escaparan junts quan Elliot arribi a la seva fortuna. Tanmateix, la mare que pateix Elliot no aprova la seva relació i, quan Tommy es nega a deixar de veure Peyton, li escriu per voluntat. Posteriorment, Peyton deixa fora de la carretera l’advocat de la seva família i el mata (cridant a favor d’alguns dels homes del seu pare per "tenir cura dels detalls"), mentre Elliot assassina la seva mare. Peyton declara que finalment poden ser lliures junts, només per ser abandonats per Elliot, que després la descriu com una "noia dolça, però massa necessitada".
Quan l’atac de Scarface a la multitud comença a desplomar-se, Sabatino, ara un cap del crim per dret propi, decideix cimentar la seva pròpia posició eliminant els Rileys. Després d’assassinar el seu sogre, porta a Peyton a l’amagatall d’un gàngster i la dispara al cap. Ella sobreviu, però, recupera la consciència de la mateixa manera que l'Tally Man assassina a Wesker a prop. Peyton troba el cos de Wesker, i queda sorprès en sentir Scarface parlar amb ella. Tot i que sospita que pot ser al·lucinant, ella forma una col·laboració amb ell.
Scarface i Peyton tenen previst llançar Sabatino al costat del seu propi iot. Zatanna rescata Wayne de qualsevol cosa i, com Batman, procedeix a rescatar Sabatino mentre Zatanna intenta parlar a Peyton, explicant-li que les nines i els titelles tenen una màgia poderosa. Abans que pugui tenir cap efecte, un brètol anomenat Moose la pega amb un rem. Mentre Batman protegeix Zatanna de Moose, Peyton fa un altre intent de llançar a Sabatino per un costat, però s'acosta massa, i comença a escanyar-la amb els seus propis vincles. Scarface diu en silenci: "Salta, Sugar", i Peyton els envia a tots dos. Abans de xocar amb l'aigua, Scarface diu "G'bye, kiddo. M'encantava ..." Riley no ha tornat a aparèixer mai.

### Shauna Belzer
A The New 52, un nou Ventriloquist va debutar a les pàgines de Batgirl. Shauna Belzer va créixer a l'ombra del seu germà bessó Ferdie, que els seus pares van tractar com a favorita mentre la ignoraven; mentrestant, altres nens idolatraven a Ferdie mentre l’assetjaven. Quan Shauna va saber que podia moure les coses amb la seva ment, va utilitzar els seus nous poders per assassinar un dels seus turmentadors. Posteriorment utilitzaria aquests poders per matar al seu odiat germà i per semblar un accident.
Shauna estava intentant trobar el seu lloc al món quan va conèixer Ferdie, el ninot per primera vegada. Ella el va veure en una festa d'aniversari i va matar el pallasso que feia servir. Shauna passaria després a matar els seus pares i començaria a fer actes ventriloquistes que normalment acabarien amb un públic mort.
Shauna és un dels sis individus segrestats per un home identificant-se com el Mockingbird, i segellat dins d’un contenidor marítim al fons de l’oceà. A més de Shauna, els altres són Catman, Big Shot, Black Alice, Strix i Porcelain. Després d’escapar-se, aquest grup es coneix com el nou Secret Six. El Mockingbird es revela que és el Riddler, que creu que un dels sis li va robar un diamant impagable, però no sap qui. El lladre es revela que era la nina del ventriloquista Ferdie, que havia robat el diamant i l'havia amagat dins del seu propi cos de fusta, la seva persona estant tan separada de la de Shauna que ni tan sols es va adonar que la seva nina era el lladre. En el número final de la sèrie Secret Six, Shauna traeix l'equip i abandona Ferdie quan insisteix que es manté fidel al grup. Shauna és incarcerada a l'Asil Arkham, on ara utilitza un titella de mitjon com a nova nina.

## Poders i habilitats
El primer Ventriloquist no té poders sobrehumans i no és un bon combatent cos a cos. Ell és un ventrilocista hàbil i la seva persona Scarface és un estrateg especialista criminal. Tanmateix, no és capaç de pronunciar cap paraula amb una lletra "B" en aquesta sense precisió sense moure els llavis, donant a Scarface un impediment de parla en què diu totes les "B" d'una paraula com una "G". Wesker sol portar una pistola d’algun tipus, mentre que Scarface porta una metralladora de marca comercial Tommy. Tot i això, Wesker acostuma a mostrar que ell i Scarface tenen dues personalitats diferents i ell i Scarface de vegades poden discutir entre ells, cosa que tendeix a funcionar com a avantatge per a Batman en diverses ocasions.
El segon Ventriloquist és molt més expert en el ventrilocisme que el seu predecessor i és capaç de pronunciar tots els patrons de parla amb més domini quan es troba en la seva persona Scarface. A diferència del primer, la segona personalitat de Ventriloquist no contradiu la de Scarface i està molt més disposada a cometre actes cruels, sobretot perquè creu que ella i el ninot estan en una relació romàntica. Procedent d'una família d'elit de màfies, també és una brillant propietat criminal.
El tercer Ventriloquist és, possiblement, un metahumà capaç de controlar altres éssers. La seva ment psicòtica sovint condueix a aquells a guanyar les seves pròpies personalitats.

## Altres versions

### Continuïtat de DCAU
Al llibre de continuïtat de DCAU, Scarface té el seu impediment en la parla de la versió principal Univers DC. Ho va explicar Scarface al·legant que, mentre estava "a la presó" després d'una de les detencions de Wesker, va estar involucrat en una lluita on un company intern va esquinçar-se els llavis.

### Batman: Arkham Unhinged
A Batman: Arkham Unhinged, es veu que l'encarnació d'Arnold Wesker del Ventriloquist i Scarface participa en el judici a Two-Face contra Joker com a jurat, on Wesker va votar culpable a causa que Joker va treure amb força Scarface d'ell.

### Batman/Teenage Mutant Ninja Turtles
En el crossover de Batman/Teenage Mutant Ninja Turtles, el Ventriloquist d’Arnold Wesker apareix mutat en un guacam per Shredder i el Clan dels peus per atacar Batman i Robin. Batman és capturat, però Robin aconsegueix escapar. A continuació arriben les Teenage Mutant Ninja Turtles i Splinter, on Splinter derrota als vilans mutats, mentre que Batman utilitza la seva nova Armadura Intimidadora per derrotar la Shredder i les tortugues derroten Ra al Ghul. Més tard, Gordon diu a Batman que els científics de la policia han aconseguit tornar a la normalitat de tots els interns d'Arkham, inclòs Wesker, i que actualment estan sota custòdia d' ARGUS.

### Batman: White Knight
L’encarnació d’Arnold Wesker del Ventriloquist té un aspecte menor en Batman: White Knight. Wesker, juntament amb diversos altres vilans de Batman, és enganyat per Jack Napier (que en aquesta realitat era un Joker qui li havia passat una sobredosi de pastilles per Batman, que el va guarir temporalment de la seva bogeria) per beure begudes que havien estat enviades. amb partícules del cos de Clayface. Això es va fer perquè Napier, que utilitzava la tecnologia de Mad Hatter per controlar Clayface, pogués controlar-los mitjançant la capacitat de Clayface de controlar parts del seu cos que s'havien separat d'ell. El Wesker i els altres vilans s'utilitzen per atacar una biblioteca, que el mateix Napier va ser instrumental per construir en una dels districtes més pobres de Gotham City. Més endavant a la història, el neo-Joker el roba el barret de control (la segona Harley Quinn, que sentia que Jack Napier era una anomalia patètica mentre que el Joker era la veritable i bella personalitat) per intentar que Napier alliberés al Joker.

## En altres mitjans

### Televisió

#### Acció en directe
- El Ventriloquist apareix a Gotham, retratat pel ventríloc de la vida real Andrew Sellon. A la sèrie, és el comptable Arthur Penn d'Oswald Cobblepot, que va debutar a la quarta temporada . A més de Cobblepot, també treballa com a comptable de Carmine Falcone i la seva filla Sofia. En l' episodi de la cinquena temporada "Pingüí, el nostre heroi", durant l'esdeveniment No Man's Land, presumptament és assassinat després de ser tirotejat per una colla de carrer anomenada Street Demonz. A l'episodi "Nothing's Shocking", es revela que Penn està viu mentre s'apropa a Cobblepot ia Edward Nygma; Penn explica que es va despertar al dipòsit de la GCPD i, dirigint-se cap a una botiga de màgia abandonada on va trobar una ninot de ventriloc anomenada Scarface, van desenvolupar una personalitat dividida, amb Scarface com la personalitat dominant, tractant a Penn com "el seu" lackey. Penn i Scarface amenacen de matar Cobblepot de manera que Scarface pugui convertir-se en el cap del crim dominant a Gotham City. Cobblepot aconsegueix "matar" Scarface fent saltar el cap, cosa que allibera Penn del control del ninot. Poc després, però, Nygma dispara Penn mort. Originalment, el paper de Penn com a Ventriloquist es va reduir a la temporada, ja que es va escurçar fins a 10 episodis. Però després que Fox allargés la temporada fins a 12, va permetre a l'equip creatiu continuar amb el seu pla original.[10]
- L'encarnació d'Arnold Wesker de Ventriloquist fa una aparició de cameo a la final de temporada de Titans, titulada "Dick Grayson", en la qual el personatge homònim se situa en un món de somni creat per Trigon, on Batman ha seguit una raça matant, traient el seu enemics més grans un per un; el Ventriloquist es troba entre ells, ja que el seu cos mort (així com el seu titella Scarface) es pot veure dins de la seva cel·la a l'Arkham Asylum.[11]

#### Animació
- L'encarnació d'Arnold Wesker de Ventriloquist apareix en els projectes de l'univers animat DC, on ell i Scarface són doblats tots dos per George Dzundza . Tant Rhino (doblat per Earl Boen) com Mugsy (doblat per Joe Piscopo a Batman: The Animated Series, Townsend Coleman a The New Batman Adventures) han aparegut al costat de Ventriloquist a la sèrie animada.
  - Ventriloquist i Scarface apareixen a Batman: The Animated Series. En aquesta representació, és un mestre ventriloquista i pot pronunciar tots els sons perfectament com Scarface, una decisió que Bruce Timm va lluitar, tot i que DC Comics volia que Scarface substituís "B" amb "G" com en els còmics.[12] En la seva primera aparició "Read My Lips", Batman investiga una sèrie de robatoris i descobreix que els crims són planificats per un cap de gent que es coneix com "Scarface" que ha tingut els seus esbarts Rhino, Mugsy, i el seu nou reclutador Ratso. (doblat per Neil Ross cometre'ls. Es troba a Scarface a la seva gespa en un magatzem de ninot abandonat i descobreix que el zar del crim és un ninot de fusta, manipulat per un home de caràcter lleu anomenat "Ventriloquist". Mentre fa més desenvolupaments, s'adona que Arnold Wesker (el ventriloquista) té una personalitat dividida i és el ninot qui manipula Wesker. Scarface i la seva colla capturen Batman descobrint l'error que va posar a la corbata del Ventriloquist i organitzen un fals truc per aconseguir Batman. Scarface lliga i penja Batman i el posa a caure en una fossa plena de mans de ninot amb les ungles esmolades que s'apunten mentre destrueix l'error. Batman fins i tot va admetre que va permetre que Wesker el deixés apropar-se a Scarface. Arribant a aquest punt fent una projecció de la veu del Ventriloquist, Batman interpreta ambdues personalitats de Wesker, configurant-los per lluitar els uns contra els altres. Això arriba al punt en què Scarface ordena que el tir de Wesker sigui un ordre que ningú realitza, de manera que Scarface intenta disparar al mateix Wesker fins que Batman es talli la mà amb una batarang  Mentre que el duo discuteix, Batman aconsegueix alliberar-se de forma segura i treure la colla. Durant la lluita, el minion de Scarface, Mugsy, dispara contra Batman, però destrueix accidentalment Scarface. Al final de l'episodi, Wesker es mostra en un dels tallers d'Arkham Asylum que treballa en un projecte. Després que una infermera el feliciti per la seva recuperació, l'envolta revelant un nou cap ninot. Agafa un ganivet i li fa una cicatriu a la cara semblant a la original de Scarface, mentre que Wesker reconstrueix Scarface. Al comentari de DVD de "Read My Lips", Timm va afirmar que els censors de Fox Kids van permetre la destrucció recurrent de Scarface perquè no era un personatge "viu" el que va permetre al personal de producció ventar els seus impulsos més foscos en trobar una manera més horrible de destruir el ninot cada vegada, i culminar en moler-lo a serradures als conductes de ventilació d'un edifici en un episodi posterior. A l'episodi "Trial", Ventriloquist i Scarface actuen com a agutzils en el judici de Batman després que els interns d'Arkham Asylum se'n facessin. Quan intenten impedir que Batman escapi de l'asil, Scarface és decapitada accidentalment Scarecrow. A l'episodi "Catwalk", Ventriloquist i Scarface contracten Catwoman per evitar un robatori per ells, tot i que resulta ser una desconcert per a Scarface robar alguns valuosos peluixos i deixar a Catwoman a prendre la caiguda. Enfadat, Catwoman destrueix Scarface llançant-lo a una cinta transportadora i deixant-li caure un munt de troncs, aixafant-lo i cremant-ne les restes. Gairebé tan sols mata el Ventriloquist per assegurar-se que Scarface no torni mai, però Batman l'atura en l'últim moment.
  - Ventriloquist i Scarface apareixen a The New Batman Adventures. A l'episodi "Double Talk", Arnold Wesker es considera sagrat per Arkham i llançat a la comunitat. Actualment, lliure de la seva personalitat dominant, Wesker compta amb el suport de Bruce Wayne, que li fa un treball a Wayne Enterprises i li manté les fitxes com a Batman. Al cap d'un temps, Wesker comença a sentir la veu de Scarface ordenant una altra vegada el seu "ninot" i fins a la part en què Rhino i Mugsy intenten tornar-lo al costat de Scarface. A més, Rhino i Mugsy al·ludeixen a Hips McManus en forma de peixos nanos (doblat per Billy Barty) es presenta com a versió viva de Scarface. Wesker recau quan troba Scarface plantat al seu apartament, resultant en un enfrontament amb Batman i Batgirl al capdamunt de l'edifici Wayne Enterprises que condueix a Wesker sostenint Batman al punt de pistola, amb Scarface empenyent Wesker a disparar a Batman. Batman li va demanar que prengui el control, Wesker s'encén de Scarface i el dispara de manera repetida, fent que caigui en un ventilador, destruint-lo i finalment alliberant-se.
  - A Batman Beyond, es mostra un ninot Scarface al Batcave en els episodis "Rebirth", "Out of the Past" i "Blackout".
  - A Justice League, el personatge fa dos cameos . A la segona part de l'episodi "Un món millor", una versió de dimensió alternativa de Ventriloquist i Scarface es troba entre els diversos pacients lobotomitzats per gentilesa del Superman dels Justice Lords, una Lliga de la Justícia que va a mesures extremes per assegurar la pau i no està obligat per una política de "no matar" (el front de Ventriloquist no es marca, mentre que Scarface porta intrigantment les dues cicatrius de cremades, cosa que indica que el tractament aparentment tenia el mateix efecte psicològic, cosa que significa ja que era el "cervell" però seguia utilitzant Arnold com a vas). A la tercera part de l'episodi "Starcrossed", un altre ninot de Scarface es troba en un altre vitrina del Batcave.
- L'encarnació d'Arnold Wesker de Ventriloquist apareix a The Batman, on Dan Castellaneta veu amb ell i Scarface . A la sèrie, Wesker és un ventriloquista que va xafar quan va ser abatut dels escenaris una nit i va convertir-se en una vida de crim, amb el seu primer acte amb èxit el robatori de totes i cadascuna de les persones del públic que l'havien abatut. El vestuari de Scarface s'actualitza amb una reminiscència del que va portar Al Pacino a Scarface. En el seu episodi de debut "The Big Dummy", Wesker tracta el robatori de diversos artefactes que s'utilitzen per construir un robot gegant Scarface que té a Wesker a la seva mà en un revers dels seus papers. Tot i això, Scarface encara necessita que Wesker es mogui i parli, ja que és només un "ninot" massa gran. Al final, Scarface és destruït quan és atropellat per un tren. Wesker és portat a l'Asil Arkham. A l'episodi "Fistful of Felt", Wesker torna amb una Scarface reconstruïda. A continuació, es revela que Wesker va tenir un programa de televisió anomenat Cockamanee Junction que va ser cancel·lat.

Després que Batman els impedeixi robar motlles de dòlars d'una tresoreria, Wesker i Scarface es veuen a Arkham durant el grup de terapia d'Hugo Strange amb el Joker i el Pingüí. Strange considera que Wesker és el seu principal pacient i "allibera" a Wesker de Scarface simplement traient la titella i prohibint-li l'accés. Wesker sembla que es recupera i comença a fer festes infantils amb un titella anomenat Mr. Snoots fins que Strange comenci la següent fase del seu pla. Situa Scarface a l'apartament de Wesker, potser per veure si Wesker està completament guarit i és capaç de resistir a les exigències més exigents de Scarface. En veure el titella, la veu de Scarface comença a parlar des del ninot. En un enfrontament amb Batman en un edifici per a nens recentment obert, el titella del senyor Snoots s'enfronta a Scarface. Scarface i Mr. Snoots comencen a lluitar i tots dos són destruïts de nou per un tren. Wesker és retornat a Arkham. A "Rumors", Wesker i Scarface es troben entre els dolents capturats per Rumor i han estat posats en cel·les diferents. Wesker i Scarface fan la seva última aparició a la sèrie en l'episodi de la temporada cinc "The End of The Batman", amb l'assistència de Wrath and Scorn.

### Cinema
- L'encarnació d'Arnold Wesker de Ventriloquist fa una aparició cameo a The Batman vs. Dracula, com un dels interns d'Arkham Asylum jugant a bingo.
- L'encarnació de Ventriloquist, d'Arnold Wesker, estava planificada originalment per ser presentada a The Lego Batman Movie, segons alguns conceptes art.[13]
- L'encarnació d'Arnold Wesker de Ventriloquist apareix a Scooby-Doo! & Batman: The Brave and the Bold com un dels interns de l'Asil Arkham durant el motí incitat per Crimson Cloak.

### Videojocs

#### Lego Batman
Plantilla:Main article
- L'encarnació d'Arnold Wesker de Ventriloquist es presenta al minijoc de “Villain Hunt” a la versió Nintendo DS de Lego Batman: The Videogame.
- L'encarnació d'Arnold Wesker de Ventriloquist apareix com un personatge jugable a Lego DC Super-Villains, doblat per Dave B. Mitchell.[14]

#### Batman: Arkham
- Si bé l'encarnació de Ventriloquist d'Arnold Wesker no es representa a Batman: Arkham Asylum, se'l fa referència en nombroses vegades i a Scarface s'hi pot obtenir un aspecte de cameo . Durant la seqüència d'obertura del joc, l'administrador de l'asil Quincy Sharp pot ser escoltat al·legant que Wesker es troba entre els que ha estat rehabilitat per la seva institució. Més endavant, es pot veure Scarface al despatx de Sharp. Poc després, un al·lucinat Batman, que ha estat drogat per l'Espantaocells, veu un Scarface aparentment autosuficient fent un discurs absurd acollint-lo a la bogeria. Ben entrat en les etapes finals de la història, el Joker apareix fent servir Scarface per divertir-se. Posteriorment descarta aquest últim en repugnància després d'un diàleg burlat que afirma que Scarface tornaria al Ventriloquist. Els jugadors observadors han observat que la subfusilària Thompson de Scarface es pot trobar muntada en una paret en un dels blocs cel·lulars d'Arkham. Una inspecció més àmplia desbloquejarà automàticament la biografia i l'informe del pacient de Ventriloquist. També és un dels vilans que figura a la llista de festes.
- A Batman: Arkham City, la informació de fons del joc ha confirmat la carrera de Peyton Riley com a segon Ventriloquist, tot i que, a diferència del seu homòleg de còmics, va prendre possessió de Scarface mentre Arnold Wesker encara vivia. Wesker, per la seva banda, encara és a la ciutat de Gotham; escoltar l' escàner de la policia de Batman revelarà que ha pres com a ostatge en un tiroteig amb la policia. Com a Arkham City 'La precuela, el Joker ha aconseguit d'alguna manera aconseguir la titellaa i ha obligat els seus secuaces a crear nombroses còpies perquè es pugui destruir cadascú després de divertir-se. Un pingüí particular va ser fins i tot imputat pel pingüí, i es pot veure tancat dins d'una vitrina a la seva seu, i ballarà si hi interactua. L'aparició final d'una nina Scarface és al DLC Harley Quinn's Revenge. Aquest titella Scarface es va trobar a la fàbrica d'acer on s'ha col·locat un pessebre amb la nina pintada dins del mateix esquema que el Joker.
- A Batman: Arkham Knight, Tommy Gun de Peyton Riley es guarda a la sala de proves del departament de policia de la ciutat de Gotham. Si interactua amb la pantalla, Aaron Cash expressa la seva confusió sobre la relació entre Scarface i el Ventriloquist preguntant si es tracta de la pistola del titella en lloc de la de Riley. Es desconeix l'estat de Riley i Wesker. A més, també hi ha a la pantalla el titella Scarface que utilitza Joker.

#### Altres jocs
- L'encarnació d'Arnold Wesker de Ventriloquist apareix com a cap en el joc Batman: Dark Tomorrow. Se'l veu involucrar en una guerra de bandes amb Black Mask amb armes que Ra's al Ghul li ha proporcionat secretament a ambdues parts per distreure Batman durant el seu últim esquema. Quan és derrotat, Batman decapita el cap de Scarface amb un ganxo amb corda cap a una paret (però segueix animat) encara es burla d'ell fins que Batman l'enganxa amb un peix viu perquè pugui estar tranquil.
- L'encarnació d'Arnold Wesker de Ventriloquist apareix a Batman: The Telltale Series, doblat per Larry Brisbowitz. Aquesta versió del personatge utilitza una titella anomenada Socko (també doblat per Larry Brisbowitz) en lloc del Scarface tradicional, tal com va fer en la història de Knightfall. Al quart episodi "Guardian of Gotham", Wesker és un dels interns de l'Arkham Asylum i Bruce empresonat té l'oportunitat de preguntar-li sobre "John Doe".